# ویسپ شادخسرو
ویسپ شادخسرو یکی از شهرهایی بود که خسرو انوشیروان در کستک خراسان بنا نمود. انوشیروان در خراسان پنج شهر بنا کرد این شهرها عبارت بودند از: «خسرو شاد»، «خسرو مشت آباد»، «ویسپ شاد خسرو»، «هوبد خسرو» و «شاد فرخ خسرو» به محلی که این شهرها در آن ساخته شده‌اند، اشاره نشده است. اما بر پایه مدارک موجود می‌توان گفت که این شهرها در ناحیهٔ گرگان و حد فاصل این شهر و شهر باستانی نیسا قرار داشته‌اند.